# ドラえもんのひみつ道具 (ゆ)
ドラえもんのひみつ道具 (ゆ) では、藤子・F・不二雄の漫画『ドラえもん』、『大長編ドラえもん』(VOL.1〜17)、藤子・F・不二雄のその他の著作に登場するひみつ道具のうち、読みが「ゆ」で始まるものを列挙する。

## 遊園地になる木
遊園地になる木（ゆうえんちになるき）は、「遊園地になる木」（藤子・F・不二雄大全集第18巻に収録）に登場する。
苗木を植えると巨大な大木に育ち、枝のあちこちがブランコ、滑り台、ハンモック、迷路などの遊戯施設となり、木全体が遊園地となる。

## 友情カプセル
友情カプセル（ゆうじょうカプセル）は、「友情カプセル」（てんとう虫コミックス第4巻に収録）に登場する。
ハート型の小さなカプセル「友情カプセル」を誰かの体に付けると、その者は専用のコントローラーを持っている者に対して強い友情を感じ（実際は洗脳されているだけで、カプセルが外れると正気に戻る）、相手のためならどんなことでもせずにはいられなくなる。カプセルは頑丈に出来ており、重い人間が踏んづけても壊れない。ただし、カプセルで洗脳された者はコントローラーを持っている者の我が儘によっては批判する事もある。
作中では、スネ夫がカプセルを貼ったテープを地面に置き、カプセルがドラえもんの足の裏にくっ付くように仕掛けた。これでドラえもんを洗脳する事が出来たが、最終的にはカプセルを踏んだ力士を洗脳してしまった。また、洗脳された力士はスネ夫宅に上がり込んだ際、カプセル付きの草履を脱いだのにもかかわらず、洗脳されたままだった（2018年8月3日放送のアニメでは、のび太が投げ捨てたカプセルが足袋の甲に付く形で力士に関する矛盾を解消している）。

## ゆうどう足あとスタンプ
ゆうどう足あとスタンプ（ゆうどうあしあとスタンプ）は、「ゆうどう足あとスタンプ」（藤子・F・不二雄大全集第16巻に収録）に登場する。
「足あと採取パウダー」によって採取した足跡をこのスタンプで地面にスタンプすると、その足跡の持ち主は、地面にスタンプされた足跡通りにしか歩けなくなる。
てんとう虫コミックスでは、「またまた先生がくる」（第40巻に収録）で、「以前にこれを使ったことがある」と道具の名称が挙げられるのみ。

## ゆうどうミサイル
ゆうどうミサイルは、「ミサイルが追ってくる」（てんとう虫コミックス第12巻収録）に登場する。
先端に目玉が付いた小型のミサイルで、目玉に標的を見せて追跡を命じ、マッチなどで点火すると、標的が逃げてもどこまでもひたすら追跡してゆく。飛び方はヒョロヒョロとかなり頼りないが、相手を黒焦げにするほどの威力がある。燃料は大量に充填されており、これが尽きるまでの長時間にわたって逃げ続けない限り、絶対に逃げ切れない。顔の似た人間がいる場合は識別が誤ることもある。

## 郵便逆探知器
郵便逆探知器（ゆうびんぎゃくたんちき）は、「不幸の手紙同好会」（てんとう虫コミックス第15巻に収録）に登場。
大きさ目測10～20センチメートル程度のポスト型の道具で、これに郵便物を入れると、その郵便物を誰が送ってきたかがわかる。送り主の素性は、探知器についている画面に住所と氏名が表示される仕組みになっている。
さらに「不幸の手紙」のような連鎖的に送られてくる郵便物は、送り主に加え、その送り主に送った人物は誰か、さらにその人物に送った人物は……といった具合に、どのような経路を辿って送られてきたかを突き止めることができる。

## ゆうびんロケット
ゆうびんロケットは、「ゾウとおじさん」（てんとう虫コミックス第5巻）に登場する。
郵便ポストのような形をした道具。大きさは高さが10〜20センチメートル程度。この道具に送り付け先の場所を記入し、道具の内部に送る物を入れると、ロケットのように空高く打ちあがり、目的地まで運んでくれる。大きな物を入れるときにはスモールライトで縮小し現地で元に戻す手筈を整えればよい。
似たような目的の道具に「空とぶ荷ふだ」がある。

## ゆうびんロボット
ゆうびんロボット（ゆうびんロボット）は、「ゆうびんロボット」（ぴっかぴかコミックススペシャル『カラー版ドラえもん』に収録）に登場する。
ドラえもんが自分で作った郵便配達員型の小型ロボット。紙に書いた手紙や荷物などを、指定した相手のもとまで運んでくれる。小型ながら、空を飛んだり、人間を持ち運ぶこともできる。

## UFOカメラ
UFOカメラ（ユーフォーカメラ）は、『ドラえもん のび太の創世日記』に登場する。
小型のUFOにテレビカメラが内蔵されており、これをどこかに解き放つと、空中や水中を自在に動き回り、カメラが捉えた映像を離れた場所からモニターテレビに映し出すことができる。記録した映像をもとに地図を作成して印刷することもできる。ズーム機能によってミクロサイズの物を拡大表示することや、透視レンズによって障害物の向こう側を見ることも可能。
生物の体の一部をカメラにセットすることで、遺伝子の情報を分析し、その血縁者がどこにいるかを追跡させることもできる（大長編のみ。映画では同様の役割が「タイムテレビ」に置き換えられている）。

## ゆきぐも
ゆきぐもは、「ゆきぐも」（藤子・F・不二雄大全集第5巻に収録）に登場する。
大きさ目測30センチメートル程度の小さな雪雲。ちゃんと雪が降り、器に雪をためればシロップをかけかき氷のように食べることができる。雪だるまを作ることもでき、雲を叩けば激しく降る。

## 雪雲ベース
雪雲ベース（ゆきぐもベース）は、「雪雲ベース」（てんとう虫コミックススペシャル『ドラえもんカラー作品集』第4巻に収録）に登場する。
サーフボードにハンドルが付いたような形の道具。宙に浮かべることができ、冬の高い空に浮かべておくと、周囲の雪が集まって雲のような雪の固まりとなる。上に乗って遊んだり、ハンドルで飛行機のように操縦したりできる。また、雪で遊び道具を作りたい場合は、作りたい物を紙に書いてハンドルの中に入れると、雪が形を変えてたちどころに遊び道具ができあがる。

## 雪製造機
雪製造機（ゆきせいぞうき）は、「雪を作れる機械」（藤子・F・不二雄大全集第18巻に収録）に登場する。
目測2メートル程度の小さな雪雲を作り出し、雪を降らせる機械。

## 雪だるま手ぶくろ
雪だるま手ぶくろ（ゆきだるまてぶくろ）は、「雪だるまのぬいぐるみを作ろう!」（藤子・F・不二雄大全集第12巻に収録）に登場する。
この手袋をはめると、雪の冷たさも重さも感じなくなるので、大きな雪だるまを簡単に作ることができる。

## 雪だるまふくらまし機
雪だるまふくらまし機（ゆきだるまふくらましき）は、「ドラえもん大事典」（てんとう虫コミックス第11巻に収録）に登場する。
自転車の空気入れのような道具。小さな雪だるまにこれで空気を送ると、膨らませて大きな雪だるまにすることができる。

## 雪のぬいぐるみスプレー
雪のぬいぐるみスプレー（ゆきのぬいぐるみスプレー）は、「雪だるまのぬいぐるみを作ろう！」（藤子・F・不二雄大全集第12巻に収録）に登場する。
雪だるまや雪像にこのスプレーをかけると、中が空洞になり、雪が柔らかくなって人の体温でも溶けないようになるので、人が中に入ってぬいぐるみ（着ぐるみ）のように動かすことができる。

## 雪ふらし
雪ふらし（ゆきふらし）は、「雪ふらし」（藤子・F・不二雄大全集第11巻に収録）に登場する。
人工雪を降らせる機械。この雪は冷たくない上に、暖かくなってもとけない。後片付けには専用のクリーナーで吸い込み、野比家を覆い尽くす量の雪でも5分で片付く。
『ドラえもん全百科（ドラえもんオールひゃっか）』（1979年7月発行）を始めとするひみつ道具の事典では長らく一様に「雪降らし機」としてきたが、『ドラえもん最新ひみつ道具大事典』（2008年9月発行）にて「雪降らし」へと修正している。

## ユクスエカメラ
ユクスエカメラは、「ユクスエカメラ」（てんとう虫コミックス第33巻に収録）に登場する。
このカメラで撮影すると、人や物の未来の姿を写すことができる。時間の指定は数時間後から数十年後まで自在。ちょうど「おくれカメラ」の逆の道具と言える。また、選択を要する場合にはそれぞれの選択がどんな結果になるかも写せる。

## ゆっくり反射ぞうきん
ゆっくり反射ぞうきん（ゆっくりはんしゃぞうきん）は、「ゆっくり反射ぞうきん」（てんとう虫コミックス第8巻に収録）に登場する。
この雑巾で鏡やガラスを拭くと、光の反射の速度が遅くなり、その鏡面に過去に何が映っていたかを見ることができる。拭けば拭くほど過去の物を写すことができる。
欠点として、普通の鏡として使用するために何かを映そうと思っても、反射が遅いのですぐには映らないため、鏡としての役割は果たさなくなってしまう。元の鏡に戻す方法は作中では描かれていない。
なお、『ドラえもんの学習シリーズ ドラえもんのかん字じてん ステップ1』での表記は「ゆっくりはんしゃぞうきん」で、拭いたガラスは青くなるという設定がある。

## ユメ完結チップ
ユメ完結チップ（ユメかんけつチップ）は、「ユメ完結チップ」（てんとう虫コミックス『ドラえもんプラス』第6巻に収録）に登場する。
外観はコンピューターチップ状。あらかじめこれを後頭部に付けて眠ると、夢を見ている途中で目が覚めても、チップが夢の続きをシミュレートし、起きている中で実現してくれる。たとえばドラ焼きを山ほど食べる夢を見ていたときには、起きた後で商店街で福引に当選してどら焼きがもらえる……と言った具合に、非現実的な夢でも現実に起こりうる範囲で実現する仕組みになっている。ただし悪夢を見た場合でも取り消しが効かず、壊そうとしても決して壊れず、捨てても手元に戻ってきてしまうという融通の利かなさもある。
誰かがつけたユメ完結チップを別の誰かが身につけることで、元の持ち主の夢の出来事を新しい持ち主が現実に体験することもできる。悪夢を見た場合、見た当人が難を逃れるにはこの方法で他者に押し付けるしかない。

## ユメかんとくいす
ユメかんとくいすは、「ユメかんとくいす」（てんとう虫コミックス『ドラえもんプラス』第2巻に収録）に登場する。
この椅子に座ると、映画監督のように他人の夢の監督になりきり、夢に対してあれこれ口出しし、夢の中の物語の設定や配役を変更することができる。使用するためにはユメプロジェクターとユメスクリーンで他人の夢を映し出す必要がある。しかし夢のストーリーはあくまで当人達の想像力や自信に左右される為、必ずしも思い通りに進行させられるとは限らない。
スネ夫の夢に干渉する為に使用され、スネ夫が好き勝手に振る舞う夢にて、スネ夫が就いている良い役を引き立て役となっている夢の中ののび太と逆転させた。しかし夢ののび太は現実ののび太と同じく自信が無く、想像力も後ろ向きなドジだった為、どんなに良い役を与えてもすぐに台無しにしてしまう。逆にスネ夫はドラえもん達より一枚上手で、どんな状況からも即座に持ち直せた為、結局監督は失敗に終わった。

## ゆめグラス
ゆめグラスは、「ドラえもん大事典」（てんとう虫コミックス第11巻に収録、「ユメグラス」表記）、「ションボリ、ドラえもん」（てんとう虫コミックス第24巻に収録）、「ねむりの天才のび太」（てんとう虫コミックス第30巻に収録、名称不登場）、「ユメ完結チップ」（てんとう虫コミックス『ドラえもんプラス』第6巻に収録、「ユメグラス」 表記）に登場する。
ドラミが出したサングラスのような道具。これを使うと眠っている人の見ている夢を見る事ができる。「ねむりの天才のび太」でも、名称は出ていないがドラえもんがこれらしきメガネでのび太の夢を覗いている。
同様の道具にゆめめがねがあるが、あちらは夢を覗くだけでなく入り込むこともできる（ゆめグラスに入り込む機能があるかは不明）。

## ユメコーダー
ユメコーダーは、「ユメコーダー」（てんとう虫コミックス『ドラえもんプラス』第5巻に収録）に登場する。
他人が抱いている将来の夢を見ることのできる道具。ラジカセ状の機械と、それにコードで繋がったマイク状の道具で構成される。マイク状の道具を人に向けることで、その人の夢が録画される。再生時は、マイク状の道具が映写レンズとなって壁などに夢の内容を映写できる。
作中で静香に向けて結婚に関する夢を録画した所、彼女はまだ結婚相手を特定して考えていなかったので花婿はのっぺらぼうに映った。

## ゆめコントローラー
ゆめコントローラーは、「ションボリ、ドラえもん」（てんとう虫コミックス第24巻に収録）に登場する。
ドラミが出した道具。眠っている人間が見ている夢の内容を操ることができる。遠距離操作も可能。作中ではのび太に対し、朝寝坊しそうな時に悪夢を見させて早く起こしたり、居眠りしている時に夢の中のしずかに励まさせてやる気を出させたりした。

## ユメスクリーン
ユメスクリーンは、「ユメかんとくいす」（てんとう虫コミックス『ドラえもんプラス』第2巻に収録）に登場する。
室内に煙のスクリーンをはる機械。専用のユメプロジェクターで他人の夢を映し出すことができる。
ユメかんとくいすで他人の夢に干渉するために使用するものだが、夢の中の人物がスクリーンを通じて現実世界に飛び出すこともある。

## ゆめスピーカー
ゆめスピーカーは、「ひろびろ日本」（てんとう虫コミックス第21巻に収録）に登場する。
ハンドスピーカーのような形の道具。ゆめふうりんで眠ったまま起きている人間に声で指示を送ることができる。効果は日本中まで届く。

## 夢たしかめ機
夢たしかめ機（ゆめたしかめき）は、『ドラえもん のび太の宇宙開拓史』、『ドラえもん のび太の南海大冒険』に登場する。
使用者をつねって、現在発生している事象が夢か現実かを確かめられる機械。キャタピラの上に、白い人工の手が付いている。その手につねられて痛ければ現実である、という物理的なもので、精神面に作用するものではない。「夢」という言葉に反応して、自動的に手近な生物をつねることもある。
『南海大冒険』ではリヴァイアサンに飲み込まれたドラえもんを偶然救出する大活躍を果たした。

## ユメテレビ
ユメテレビは、「ゆめのチャンネル」（てんとう虫コミックス第15巻に収録）に登場する。
眠っている人の夢を映し出すテレビ。緯度と経度を指定することで、だれの夢でも見ることができる。
破壊されると、割れた画面から恐竜と先生と魔物が実体化して飛び出してくる。

## ゆめとりロープ
ゆめとりロープは、「ゆめ」（藤子・F・不二雄大全集第3巻に収録）に登場する。
夢の中の物体を現実世界へ引きずり出すことのできるロープ。
作中では名称が登場しない。テレビアニメ第2作第1期「ゆめグラス」（「ゆめ」のアニメ化作品。1980年9月10日放送、DVD『TV版ドラえもん』第60巻に収録）では名称を「ゆめとりロープ」としている。

## 夢のり
夢のり（ゆめのり）は、「夢はしご」（てんとう虫コミックス第28巻に収録）に登場する。
人の夢をくっつける道具。原作では形状不明だが、テレビアニメ第2作第2期「夢はしご」（2016年5月6日放送）では、刷毛の先に糊が付けてある道具となっている。ドラえもんはこの道具を使って、ジャイアンとスネ夫の夢をそれぞれの母親の夢とくっつけた。

## 夢破壊砲
夢破壊砲（ゆめはかいほう）は、「夢はしご」（てんとう虫コミックス第28巻に収録）に登場する。
人の夢を破壊することのできる大砲。作中では威嚇のために出しただけで使用していないが、テレビアニメ第2作第2期「夢はしご」（2016年5月6日放送）では、ジャイアンとスネ夫の母親の夢の中の焼き芋とダイヤの指輪を破壊し、ジャイアンとスネ夫に怒りの矛先を向けるきっかけを作る。

## 夢はしご
夢はしご（ゆめはしご）は、「夢はしご」（てんとう虫コミックス第28巻に収録）に登場する。
夢と夢の間を行き来できるはしご。これを使うと自分の夢の中から他人の夢の中に入り込んだり、逆に他人を自分の夢の中に誘い込んだりできる。他人を誘い込んだ場合は、自分の夢なので他人を思いのままに操ることができる。段数は5つになったり7つになったりと一定でない。
作中ではドラえもんが夢の中で出していたため、現実世界に存在する道具なのかは原作では不明（テレビアニメ第2作第2期「奇跡のデュエット！ジャイ & スネ」（2012年11月2日放送）で、現実世界にも存在することが判明した）。『ザ・ドラえもんズスペシャル 2』ではドラえもんたちが（起きている状態で）夢はしごで現実世界から他人の夢に入り込んだ描写がある。

## ゆめふうりん
ゆめふうりんは、「ゆめふうりん」（てんとう虫コミックス第2巻に収録）、「ひろびろ日本」（てんとう虫コミックス第21巻に収録）、「ジャイアンテレビにでる！」（てんとう虫コミックス第30巻に収録、名称のみ、ユメ風鈴として）、「何が何でもお花見を」（てんとう虫コミックス第45巻に収録）、『ドラえもん のび太と竜の騎士』に登場する。
音を鳴らすと、眠っている人間を寝たまま操ることができる風鈴。ダイヤルを調節することで、指定した年頃の人間だけを操ることもできる。また、操る人物を指定することもできる。この動いた時に体感したことは実際に本人の夢に出てくる。
「ひろびろ日本」では、「狂時機」で時間を止めた世界の中で人々を動かすという、一風変わった目的で使用された。
似た道具にムユウボウがある。

## ユメプロジェクター
ユメプロジェクターは、「ユメかんとくいす」（てんとう虫コミックス『ドラえもんプラス』第2巻に収録）に登場する。
眠っている人間が見ている夢を映し出す道具。相手の方向へアンテナを向けると、その人の見ている夢が、専用のユメスクリーンに映し出される。
ユメかんとくいすでスネ夫の夢に干渉するために使用された。

## 夢ホール
夢ホール（ゆめホール）は、「夢ホール」（てんとう虫コミックススペシャル『ドラえもんカラー作品集』第3巻に収録）に登場する。
目測直径50センチメートル程度のリング。これを持って眠ると、夢の中で見た物を、この道具を通じて現実に出現させることができる。夢なので、現実には存在しないような物を出すこともできる。また逆に、現実世界でこの道具に物を投げ込むと、夢の中のその人のもとに物を届けることもできる。

## 夢まくら
夢まくら（ゆめまくら）は、「夢まくら」（藤子・F・不二雄大全集第10巻に収録）、「ゆめまくらでドッキリ」（藤子・F・不二雄大全集第6巻に収録）に登場する。
この枕で寝て見た夢は必ず正夢となり、夢の出来事が現実にも起きる。どんな非現実的な夢でも実現するが、「見た夢自体がその後に見るであろう夢であった」というケースもある。
例として、魚をたくさん釣る夢を見た場合、友達から手作りの魚のモビールを貰うといった事になる。

## ゆめめがね
ゆめめがねは、「ゆめ」（藤子・F・不二雄大全集第3巻に収録）に登場する。
この眼鏡をかけると人の夢が見え、夢の中に入ってケンカをすることもできる。
作中では名称が登場しない。テレビアニメ第2作第1期「ゆめグラス」（「ゆめ」のアニメ化作品。1980年9月10日放送、DVD『TV版ドラえもん』第60巻に収録）では名称を「ゆめめがね」としている。